# (19643) Jacobrucker
(19643) Jacobrucker (1999 RA95) – planetoida z pasa głównego asteroid okrążająca Słońce w ciągu 5,45 lat w średniej odległości 3,1 j.a. Odkryta 7 września 1999 roku.